# Varanus keithhornei
Espèce
Synonymes
- Odatria keithhornei Wells & Wellington, 1985
- Varanus teriae Sprackland, 1991

Statut CITES
Varanus keithhornei est une espèce de sauriens de la famille des Varanidae.

## Répartition
Cette espèce est endémique de la péninsule du cap York dans l’État du Queensland en Australie.

## Étymologie
Cette espèce est nommée en l'honneur de Keith Horne.

## Taxinomie
Cette espèce a d'abord vu nom remplacé par Varanus teriae Sprackland, 1991 avant d'être finalement revalidé.

## Publications originales
- Sprackland, 1991 : Taxonomic review of the Varanus prasinus group with descriptions of two new species. Memoirs of the Queensland Museum, vol. 3, n. 3, p. 561-576.
- Wells & Wellington, 1985 : A classification of the Amphibia and Reptilia of Australia. Australian Journal of Herpetology, Supplemental Series, vol. 1, p. 1-61 (texte intégral).